# Eocaligella
Eocaligella es un género de foraminífero bentónico considerado un sinónimo posterior de Paracaligella de la familia Caligellidae, de la superfamilia Moravamminoidea, del suborden Fusulinina y del orden Fusulinida. Su especie tipo es Ademassa inuncta. Su rango cronoestratigráfico abarca desde el Devónico hasta el Carbonífero.

## Discusión
Clasificaciones más recientes incluirían Eocaligella en la superfamilia Caligelloidea, del suborden Earlandiina, del orden Earlandiida, de la subclase Afusulinana y de la clase Fusulinata.

## Clasificación
Eocaligella incluía a la siguiente especie:
- Eocaligella isensis †